# Mato Paljug
Mato Paljug (Hrašće kod e
Slavetića, 19. prosinca 1911. – Varaždinske Toplice (?)1946.), hrvatski svećenik, pjesnik i mučenik.

## Životopis
Rođen je 19. prosinca 1911. u Hrašću kod Slavetića od roditelja Pavla Paljuga i Marije rodene Berc. Otac mu je još u djetinjstvu stradao u Sjedinjenim Američkim Državama. 
Pučku školu polazio je u Slavetiću, a Klasičnu gimnaziju u Zagrebu. Tamo je studirao bogosloviju u četiri semestra i klasičnu fiologiju na Filozofkom fakultetu.
Za svećenika je zaređen 1935. Imenovan je nadstojnikom nauka na Nadbiskupskom dječačkom sjemeništu na Šalati u Zagrebu. Od 1937. do 1941. bio je vjeroučitelj na Državnoj realnoj gimnaziji u Bjelovaru. Djelovao je i kao vojni dušobrižnik. 
Od prosinca 1941. kateheta je Domobranske akademije u Zagrebu. Tijekom 1942. i 1943. bio je među hrvatskim vojnicima u Stockerauu u Austriji, a zatim dušobrižnik domobranstva u Varaždinu. Ondje je dočekao prvi val partizana. Preživjevši prvi val progona, imenovan je privremenim upraviteljem župe u Ludbregu, pa u Brdovcu i Varaždinskim Toplicama.
U siječnju 1946. je nestao. Pretpostavlja se da je omamljen obećanjem da će biti odbačen preko granice, što je i osobno želio, ali je ubijen i bačen u neku od jama grobnica.

## Pisani radovi
Od rane mladosti je objavljivao u katoličkom tisku: Anđelu čuvaru, Luči, Hrvatskoj prosvjeti, Hrvatskoj straži, Obitelji, Gospinoj krunici, Nedjelji, Selu i gradu, Glasniku sv.Josipa i Kalendaru sv.Ante.

### Pjesme
- Večer
- Večernja molitva sela
- Domovina

### Prozni radovi
- Misa
- Ispod žumberačkih vrleti-Sličice
- Svećenik i beletristika
- Anketa o hrvatskoj katoličkoj književnosti
- Na Goru Gospodnju
- Estetika u liturgijskoj praksi, tiskana u kalendaru Craotia orans iz 1936.

U tekstu  Svećenik i beletristika, svom prilogu Anketi o hrvatskoj katoličkoj književnosti piše:

## Drugi o njemu
- Fra Paškal Cvekan zapisao je:   »Bio je duhovit, vješt govornik, pjesnički nadaren, vrlo sposoban svećenik i s mnogo kvaliteta ljudskosti[2]«

- Msgr. Juraj Batelja je u svojoj knjizi "Mate Paljug - Prorok prigorske vrčeti"  napisao:   »U sveukupnom Matijinom stvaralaštvu osjeća se njegov jednostavan, argumentiran i smion govor. Nažalost nadjačali su ga ratni gromovi i prekinula tragična smrt. No, proroci su, prema ljudskom sudu, gotovo uvijek prerano umirali.«